# Liste von Tolbooths
Die folgende Liste von Tolbooths umfasst alle Tolbooths, die einen eigenen Wikipedia-Artikel haben. Der vom lateinischen tolloneum (deutsch: Zollhaus) kommende Begriff bezeichnet das zentrale Verwaltungsgebäude eines Burghs in Schottland.
| Name                       | Lage                     | Baujahr(e) | Anmerkungen                                                               | Bild |
| -------------------------- | ------------------------ | ---------- | ------------------------------------------------------------------------- | ---- |
| Tolbooth von Aberdeen      | Aberdeen (Standort)      | 1616–1629  |                                                                           |      |
| Tolbooth von Ceres         | Ceres (Standort)         | 1673       | Inzwischen als Fife Folk Museum genutzt                                   |      |
| Tolbooth von Crail         | Crail (Standort)         | 1598–1607  |                                                                           |      |
| Culross Tolbooth           | Culross (Standort)       | 1626       |                                                                           |      |
| Tolbooth von Dysart        | Kirkcaldy (Standort)     | 1576       |                                                                           |      |
| Tolbooth von Falkland      | Falkland (Standort)      | 1801–1802  | Kombiniertes Gebäude aus Schule und Tolbooth, heute als Town Hall genutzt |      |
| Tolbooth von Forres        | Forres (Standort)        | 1839       |                                                                           |      |
| Tolbooth Steeple, Glasgow  | Glasgow (Standort)       | 1626–1634  | Turm der ehemaligen Tolbooth                                              |      |
| Inverkeithing Tolbooth     | Inverkeithing (Standort) | 1754–1755  |                                                                           |      |
| Inverness Town Steeple     | Inverness (Standort)     | 1789–1791  | Teil der ehemaligen Tolbooth von Inverness                                |      |
| Tolbooth von Kirkcudbright | Kirkcudbright (Standort) | um 1580    |                                                                           |      |
| Tolbooth von Lochmaben     | Lochmaben (Standort)     | 1723       |                                                                           |      |
| Tolbooth von Musselburgh   | Musselburgh (Standort)   | 1590       |                                                                           |      |
| Tolbooth von Sanquhar      | Sanquhar (Standort)      | 1735       |                                                                           |      |
| Tolbooth von Stirling      | Stirling (Standort)      | 1703–1705  |                                                                           |      |
| Tolbooth von Tain          | Tain (Standort)          | 1703–1708  |                                                                           |      |